# Century (Florida)
Century es un pueblo ubicado en el condado de Escambia en el estado estadounidense de Florida. En el Censo de 2010 tenía una población de 1698 habitantes y una densidad poblacional de 195,29 personas por km².

## Geografía
Century se encuentra ubicado en las coordenadas 30°58′38″N 87°15′53″O / 30.97722, -87.26472. Según la Oficina del Censo de los Estados Unidos, Century tiene una superficie total de 8.69 km², de la cual 8.37 km² corresponden a tierra firme y (3.69%) 0.32 km² es agua.

## Demografía
Según el censo de 2010, había 1698 personas residiendo en Century. La densidad de población era de 195,29 hab./km². De los 1698 habitantes, Century estaba compuesto por el 39.69% blancos, el 56.07% eran afroamericanos, el 0.41% eran amerindios, el 0.47% eran asiáticos, el 0% eran isleños del Pacífico, el 0.29% eran de otras razas y el 3.06% pertenecían a dos o más razas. Del total de la población el 1.12% eran hispanos o latinos de cualquier raza.